# Вагай (Вагайский район)
Вага́й (тат. Вагай, Атбаш) — село в Тюменской области. Административный центр Вагайского района и Первовагайского сельского поселения.

## География
Село находится в 5 км от фактического впадения реки Вагай в Иртыш, у рукотворного устья, именуемого в народе «прорва», прокопанного до начала 1960-х годов для удобства лесосплава.

## История
Поселение возникло в XVII веке как Вагайский острог, на месте татарского урочища Атбаш.
Считается, что в устье реки Вагай (ныне называемым «Ермакова заводь») погиб знаменитый казацкий атаман Ермак Тимофеевич.
В 1779 году построена церковь, освященная во имя Иоанна Богослова.
В 1892 году в селе была открыта церковно-приходская школа.
На начало 1910-х годов в Вагайском имелись хлебозапасный магазин, винная лавка, 3 торговых лавки, 2 торжка. Входило в Куларовскую волость Тобольского уезда, располагалось на земском тракте. Население — русские, татары, остяки — занимались землепашеством, звериным и рыбным промыслом, развивались столярные, гончарные, кузнечные ремесла.

## Население
| 1959 | 1970  | 1979  | 1989  | 2002  | 2010  | 2021  |
| ---- | ----- | ----- | ----- | ----- | ----- | ----- |
| 1817 | ↗3058 | ↗4610 | ↗5339 | ↘4983 | ↗5013 | ↘4851 |

## Известные жители
- Далмат Исетский
- Фаниль Сунгатулин
- Сайфуллин, Рустам Галиевич — Герой Российской Федерации